# Cuantificador
En lógica formal, un cuantificador es una expresión que indica la cantidad de veces que un predicado o propiedad P se satisface dentro de una determinada clase (por ejemplo, pertenencia, equivalencia u orden). Existen muchos tipos de cuantificadores, entre los más utilizados están:
- Cuantificador universal

{\displaystyle \forall \,x,y\ldots }
Para todo x, y...
- Cuantificador existencial

{\displaystyle \exists \,x,y\ldots }
Existe al menos un x, y...
- Cuantificador existencial único

{\displaystyle \exists !\,x,y\ldots }
Existe exactamente un x, y...
- Negación del cuantificador existencial

{\displaystyle \nexists \,x,y\ldots }
No existe ningún x, y...

## Historia
El matemático lógico y filósofo alemán Frege publicó en el año 1879 su libro Begriffsschrift, en el cual colocó las bases de la lógica matemática moderna, desarrollando la primera teoría coherente sobre la cuantificación y presentó una nueva sintaxis llamada cuantificadores ({\displaystyle \forall } y {\displaystyle \exists }) que permite cuantificar nuevos argumentos.
La obra se encuentra dividida en varios capítulos:
- Primer capítulo: está formado por las ideas básicas y notaciones, donde aparecen los cuantificadores universales, la negación y la condicional.
- Segundo capítulo: declaración de axiomas.

## Declaraciones cuantificadas
Las declaraciones cuantificadas se escriben en la forma:
- {\displaystyle \forall \,x\in \mathbb {R} \;,\quad 2x\in \mathbb {R} }

Para todo x que pertenece a R, se cumple que 2x  pertenece a R.
- {\displaystyle \forall \,a\in \mathbb {R} ,\quad \exists \,x\in \mathbb {R} \;:\quad a<x<(a+1)}

Para todo a que pertenece a R, existe x que pertenece a R, que está comprendido entre a y a+1.
- {\displaystyle \forall \,a\in \mathbb {R} -\left\{{0}\right\},\quad \exists !\,x\in \mathbb {R} \;:\quad a\cdot x=1}

Para todo a que pertenece a R diferente de cero, existe un único x que pertenece a R, que cumple que a por x es igual a 1.

## Proposiciones

### Cuantificación universal
El cuantificador universal se utiliza para afirmar que todos los elementos de un conjunto cumplen con una determinada propiedad. Por ejemplo:
{\displaystyle \forall x\in A\;:\quad P(x)}
Para todo x perteneciente a A, se cumple P(x).
Esta afirmación suele usarse como la equivalente de la proposición siguiente:
{\displaystyle A=\{x\in U\;:\quad P(x)\}}
Se define el conjunto A, como el de los elementos x de U, que cumplen P(x).

### Cuantificación existencial
El cuantificador existencial se usa para indicar que hay uno o más elementos en el conjunto {\displaystyle ~A} (no necesariamente único/s) que cumplen una determinada propiedad. Como escribe:
{\displaystyle \exists \,x\in A\;:\quad P(x)}
Existe x en A que cumple P(x).
Esta proposición suele interpretarse como la equivalente de la proposición siguiente:
{\displaystyle \{x\in A\;:\quad P(x)\}\neq \emptyset }
El conjunto de los elementos x de A, que cumplen P(x) es distinto del conjunto vacío.

### Cuantificación existencial única
El cuantificador existencial con marca de unicidad se usa para indicar que hay un único elemento de un conjunto A que cumple una determinada propiedad. Se escribe:

{\displaystyle \exists !\,x\in A\;:\quad P(x)}

Se lee:
Existe un único elemento x de A, que cumple P(x).

## Equivalencias
Se tienen las siguientes relaciones universales:
{\displaystyle \forall x\in A\ P(x)\qquad \longleftrightarrow \qquad \neg \exists x\in A\ \neg P(x)}
Para todo x de A, se cumple P(x) si y sólo si no existe x en A que no cumpla P(x).
{\displaystyle \exists x\in A\ P(x)\qquad \longleftrightarrow \qquad \neg \forall x\in A\ \neg P(x)}
Existe al menos un x en A que cumple P(x) si y sólo si no es cierto que para todo x de A, no se cumpla P(x).
El cuantificador existencial único puede definirse como extensión en un lenguaje formal de la siguiente manera:
{\displaystyle \exists !x\in A\ P(x)\ \equiv \ \exists x\in A\ P(x)\land \forall y,z\in A\ (P(y)\land P(z)\rightarrow y=z)}
Afirmar que existe un único x en A que satisface P(x) es el equivalente a afirmar la existencia de algún x en A que satisface P(x), y además, para cada y y z en A, si se satisfacen P(y) y P(z) entonces y y z deben ser iguales.

## Leyes de De Morgan
Las leyes de De Morgan para cuantificadores son las siguientes:
- {\displaystyle \neg \forall xP(x)\equiv \exists x\neg P(x)}

La negación es falsa si para todo {\displaystyle x} el predicado es verdadero. Por el contrario, es verdadera si existe un {\displaystyle x} para el que {\displaystyle P(x)} es falsa.
- {\displaystyle \neg \exists xP(x)\equiv \forall x\neg P(x)}

La negación es verdadera si para todo {\displaystyle x} la función proposicional {\displaystyle P} de {\displaystyle x} es falsa y es falsa si existe un {\displaystyle x} para el que {\displaystyle P(x)} es verdadera.

## Prelación de los cuantificadores
El orden de prioridad (prelación) de los cuantificadores {\displaystyle \forall } y {\displaystyle \exists } tienen un mayor grado de preferencia que los demás operadores lógicos. 
Ejemplos: 
Cuando ponemos {\displaystyle \forall xP(x)\land M(x)} el orden de prioridad nos obliga a realizar primero el cuantificador {\displaystyle (\forall xP(x))\land M(x)}. Este ejemplo se puede ver para los distintos cuantificadores.  
En caso de que se quiera priorizar el operador lógico ({\displaystyle \land }) se tendrá que poner paréntesis para forzar la prioridad a esa operación {\displaystyle \forall x(P(x)\land M(x)).}
Un error muy común es considerar que {\displaystyle \forall xP(x)\land M(x)} es lo mismo que {\displaystyle \forall x(P(x)\land M(x))} cosa que no es así, ya que no se respeta el orden de prioridad, por lo que lo correcto sería {\displaystyle (\forall xP(x))\land M(x)}.

## Reglas de intercambio
- Primera regla:

Un cuantificador universal ({\displaystyle \forall }) afirmativo se asemeja a la negación de un cuantificador existencial ( {\displaystyle \neg \exists }) y del predicado.
{\displaystyle (\forall xP(x))\leftrightarrow (\neg \exists x\neg P(x))}
Para todos los {\displaystyle x}, {\displaystyle P} es cierta, esto equivale a que es falso que alguna {\displaystyle x} no sea {\displaystyle P}.
- Segunda regla:

Un cuantificador existencial ( {\displaystyle \exists }) afirmativo se asemeja a la negación cuantificador universal ({\displaystyle \neg \forall }) y del predicado.
{\displaystyle (\exists xP(x))\leftrightarrow (\neg \forall x\neg P(x))}
Existe alguna {\displaystyle x} en la que  {\displaystyle P} es cierta, esto es equivalente a decir que ninguna {\displaystyle x} no es {\displaystyle P}.
- Tercera regla:

La negación de un cuantificador universal ({\displaystyle \neg \forall }) se asemeja a un cuantificador existencial ( {\displaystyle \exists }) con el predicado negado.
{\displaystyle (\neg \forall xP(x))\leftrightarrow (\exists x\neg P(x))}
Es falso que todas las {\displaystyle x} son {\displaystyle P}, esto equivalente a que algunas {\displaystyle x} no son {\displaystyle P}.
- Cuarta regla:

La negación de un cuantificador existencial  ({\displaystyle \neg \exists }) se asemeja a un cuantificador universal  ( {\displaystyle \forall }) con el predicado negado.
{\displaystyle (\neg \exists xP(x))\leftrightarrow (\forall x\neg P(x))}
Es falso que algunas  {\displaystyle x} sean {\displaystyle P}, equivale a todas las {\displaystyle x} no son {\displaystyle P}.